# Szedernye
Szedernye (szlovákul Svederník) község Szlovákiában, a Zsolnai kerületben, a Zsolnai járásban. Köblös 1961-től és Markófalva 1907-óta tartozik hozzá.

## Fekvése

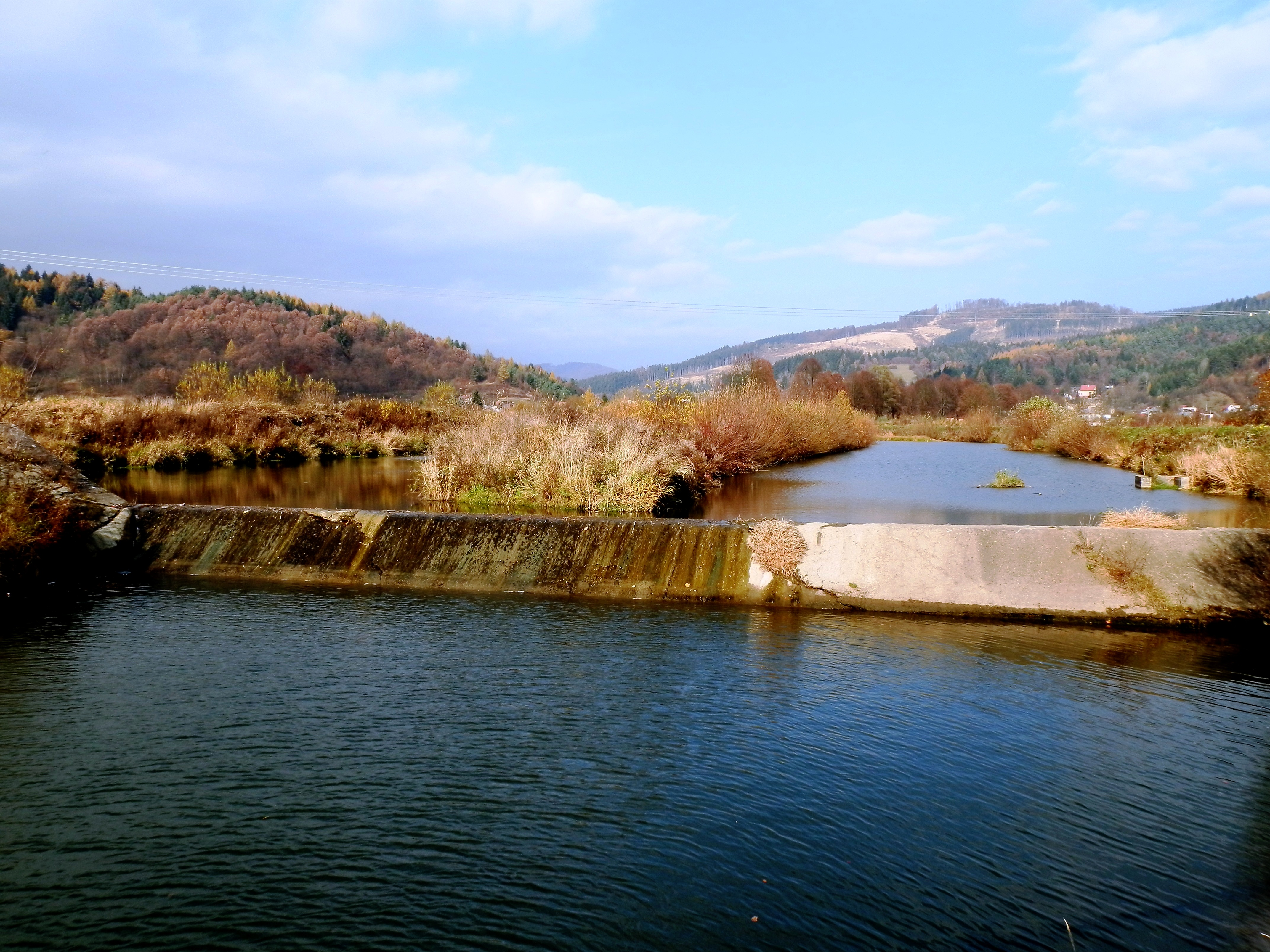
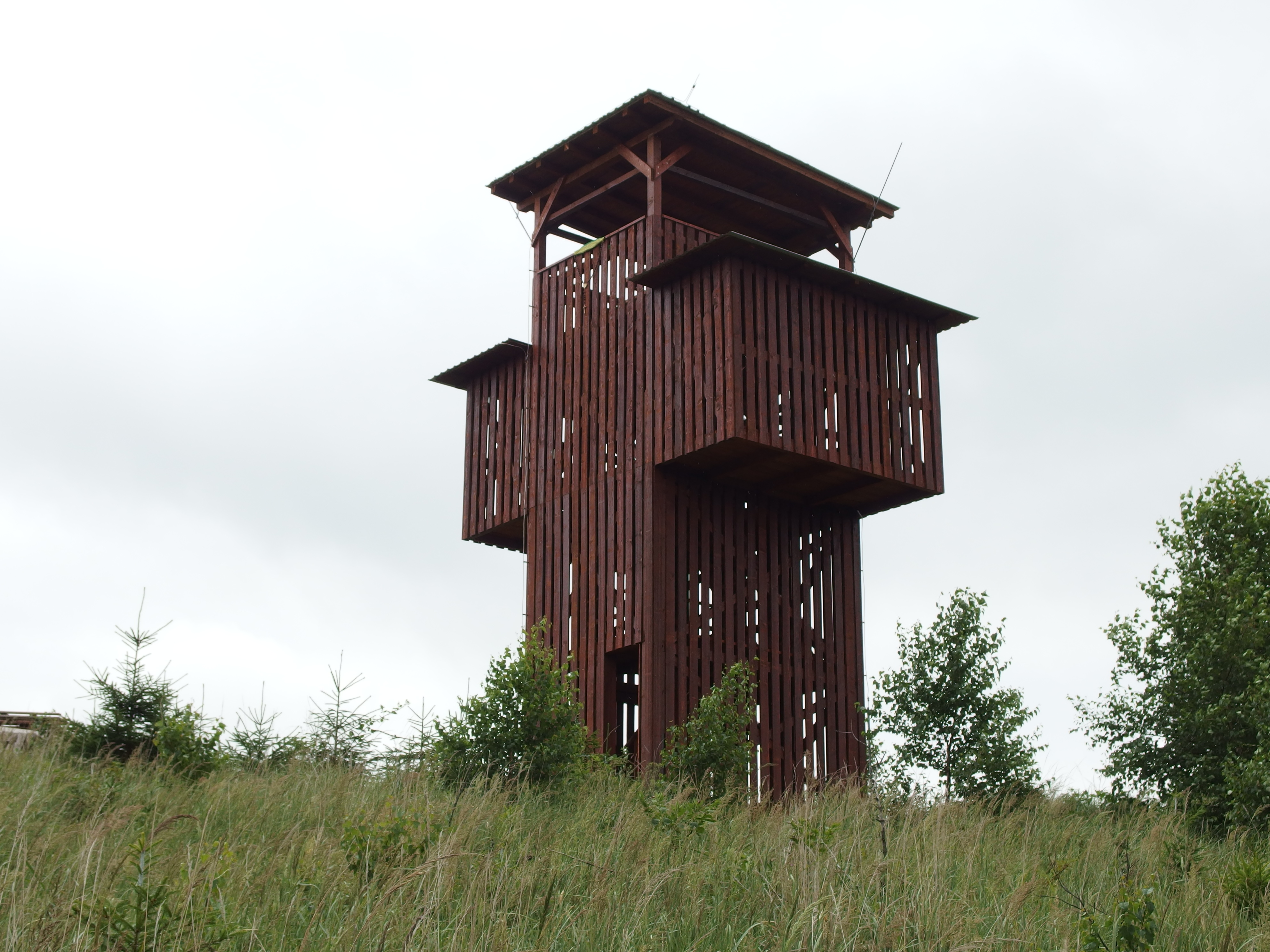

Zsolnától 9 km-re északnyugatra, a Vág jobb partján fekszik.

## Története
A község területén a bronzkorban a lausitzi kultúra települése állt, melynek hamvasztásos sírjait a régészek feltárták.
A mai települést 1392-ben „Zedernek” alakban említik először. 1438-ban „Zvedernik”, 1458-ban „Kys Svedernek”, 1598-ban „Zwedernyk”, 1658-ban „Svedernik” alakban említik a korabeli források. Részben Budatín várának uradalmához tartozott, részben a Hatnyánszky és Rakovszky családok birtoka volt. 1598-ban 16 ház állt a községben. Lakói mezőgazdasággal, állattartással, vászonszövéssel foglalkoztak.
Fényes Elek 1851-ben kiadott geográfiai szótárában így ír a faluról: „Szvedernik, tót falu, Trencsén vmegyében, a Vágh jobb partján, 427 kath., 7 zsidó lak., és szép fenyves erdővel. F. u. gr. Csáky István örökösei. Ut. p. Zsolna.”
1907-ben csatolták hozzá Markófalvát. A trianoni békéig Trencsén vármegye Kiszucaújhelyi járásához tartozott.
1961 óta Köblös is hozzá tartozik.

## Népessége
| Év:            | 1994. | 2004.    | 2014.   | 2024.    |
| -------------- | ----- | -------- | ------- | -------- |
| Emberek száma: | 902   | 1002     | 1048    | 1733     |
| Eltérés:       |       | +11,08 % | +4,59 % | +65,36 % |

| Év:            | 2023. | 2024.   |
| -------------- | ----- | ------- |
| Emberek száma: | 1702  | 1733    |
| Eltérés:       |       | +1,82 % |

1720-ban 15 volt az adózók száma.
1784-ben 58 házában 68 családban 331 lakos élt.
1828-ban 57 háza és 443 lakosa volt.
1910-ben 494, túlnyomórészt szlovák anyanyelvű lakosa volt.
2001-ben 955 lakosából 948 szlovák volt.
2011-ben 1010 lakosából 968 szlovák volt.
2021-ben 1614 lakosából 1 magyar, 2 cigány, (+5) ruszin, 1579 (+6) szlovák, 20 (+8) egyéb és 12 ismeretlen nemzetiségű volt.

## Nevezetességei
- Lourdes-i kápolnája 1929-ben épült.
- Klasszicista kúriája a 19. század közepén épült.
- Markófalva haranglába a 19. század elején készült.

## Híres személyek
- Itt született 1911-ben Anton Botek római katolikus pap, pápai prelátus, politikai fogoly, disszidens.
- Itt született 1919. október 22-én Vincent Hložník szlovák festő, grafikus.

## Külső hivatkozások
- E-obce.sk Archiválva 2009. április 17-i dátummal a Wayback Machine-ben
- Községinfó
- Szedernye Szlovákia térképén

## Lásd még
- Köblös
- Markófalva